# Hydromyza confluens
Hydromyza confluens är en tvåvingeart som beskrevs av Friedrich Hermann Loew 1863. Hydromyza confluens ingår i släktet Hydromyza och familjen kolvflugor. Inga underarter finns listade i Catalogue of Life.